# Objaw przekrwionych oczu
Objaw przekrwionych oczu (załzawionych oczu) – czuły, lecz o małej swoistości objaw zaawansowanej niewydolności oddechowej, polegający na charakterystycznym, a więc przekrwionym i załzawionym wyglądzie oczu, co jest skutkiem hiperkapnii, jako że dwutlenek węgla ma wpływ rozszerzający na naczynia krwionośne.